# Phengaris atroguttata
Phengaris atroguttata är en fjärilsart som beskrevs av Charles Oberthür 1876. Phengaris atroguttata ingår i släktet Phengaris och familjen juvelvingar. Inga underarter finns listade i Catalogue of Life.

## Bildgalleri

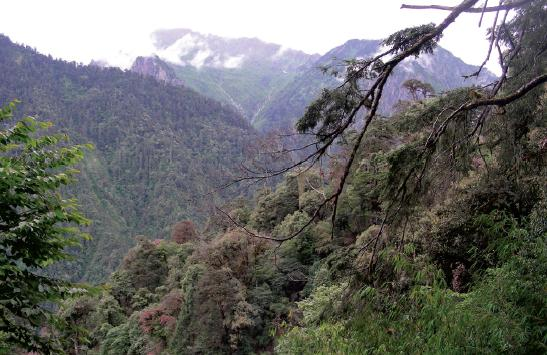
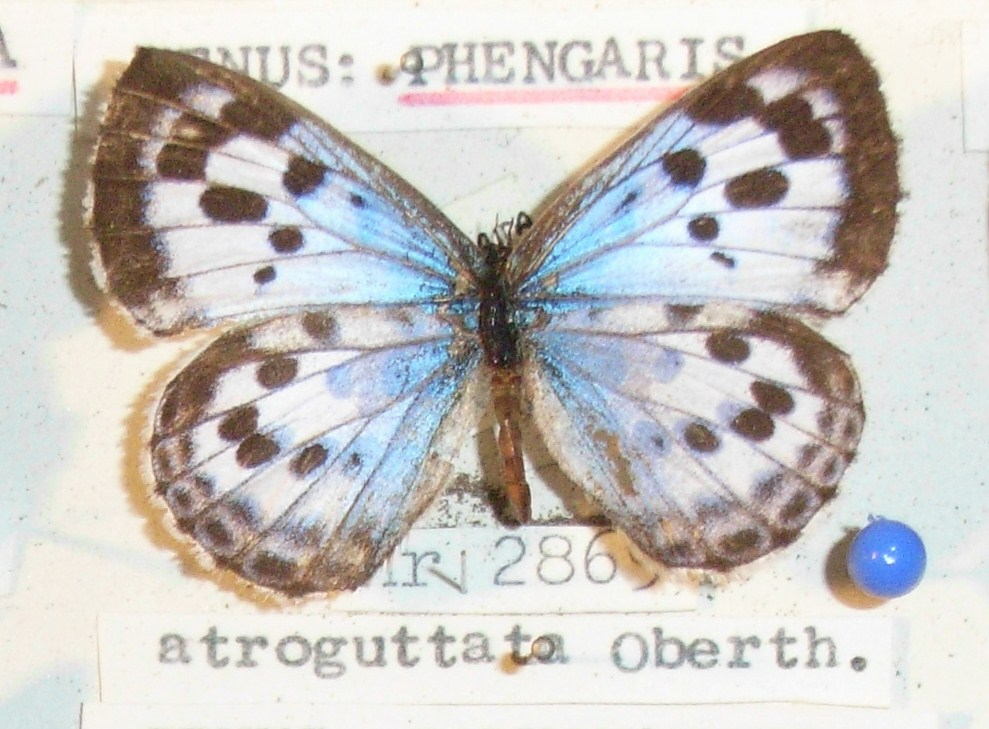
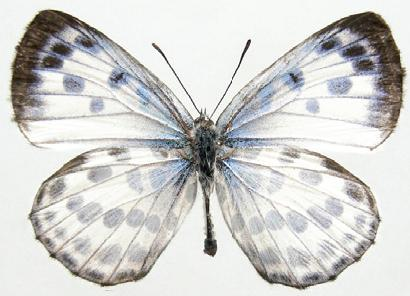
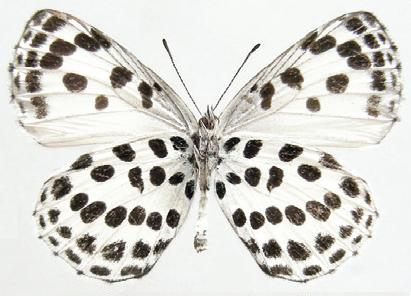